# Svetomartinski Krampuslauf
Svetomartinski krampuslauf je turističko-folklorna manifestacija iz Međimurske županije. Povorka je to kostimiranih likova koja se održava u predbožićno vrijeme, povodom obilježavanja dana Svetog Nikole. 
Manifestacija je turističke naravi i usmjerena je prema inozemnim i domaćim posjetiteljima. Povorku se održava radi upoznavanja zaboravljene tradicije u općini Svetom Martinu na Muri. Promiče se općinu i županiju, računajući na dolazak gostiju iz Slovenije, Italije, Austrije, Njemačke. Sudionici povorke su domaći i inozemni. Više je od 350 sudionika. Predstavljaju tradiciju svojih država i mjesta. 